# 12280 Reims
12280 Reims eller 1990 WS4 är en asteroid i huvudbältet som upptäcktes den 16 november 1990 av den belgiske astronomen Eric W. Elst vid La Silla-observatoriet. Den är uppkallad efter den franska staden Reims.
Asteroiden har en diameter på ungefär 5 kilometer.